# 日本トイレ協会
一般社団法人 日本トイレ協会（にほんトイレきょうかい）は、日本のボランティア組織の一つ。トイレ問題に関心を持つ建築家、デザイナー、行政者、環境問題などの研究者、医者、トイレ関連の企業家らが中心となり、1985年（昭和60年）に設立された。トイレ環境の改善とトイレの文化の創造を活動の目的とし、トイレ問題を社会全体として取り組んでいる。トイレを真面目に考える団体としては世界初ともいわれる。所在地は東京都文京区春日。

## 具体的な活動
日本トイレ協会の活動は、トイレの日（11月10日）の創設、日本全国からモデル的トイレを選ぶ「グッドトイレ10」の選定、トイレ研究論文を毎年募集してのトイレレポート集の刊行、研究書の編集、自治体などへのアドバイスや情報提供、勉強会やシンポジウムなど、多岐にわたる。1991年（平成3年）にはフランスのトイレ協会と2度にわたる日仏トイレフォーラム開催、香港の市政局への公共トイレ改善プロジェクトのアドバイスなど、国際的な活動も展開している。1997年（平成9年）頃からは、国内外のトイレ調査、災害用トイレの開発といったプロジェクトが増加している。

## 事業部門の独立
2009年（平成21年）には活動の幅を広げるべく、事業部門をNPO法人「日本トイレ研究所」として独立した。1998年（平成10年）から日本トイレ協会時代で行なわれていた子供向けのトイレ環境改善運動「学校トイレ出前教室」などがトイレ研究所へ引き継がれ、日本トイレ協会は文化活動を継続している。